# Patrick Cannone
Patrick „Pat“ Cannone (* 9. August 1986 in Bayport, New York) ist ein ehemaliger US-amerikanischer Eishockeyspieler, der im Verlauf seiner aktiven Karriere zwischen 2007 und 2021 unter anderem 514 Spiele in der American Hockey League (AHL) auf der Position des Centers bestritten hat. Zudem absolvierte Cannone drei Partien für die Minnesota Wild in der National Hockey League (NHL) und war je eine Spielzeit für den ERC Ingolstadt und die Schwenninger Wild Wings in der Deutschen Eishockey Liga (DEL) aktiv.

## Karriere

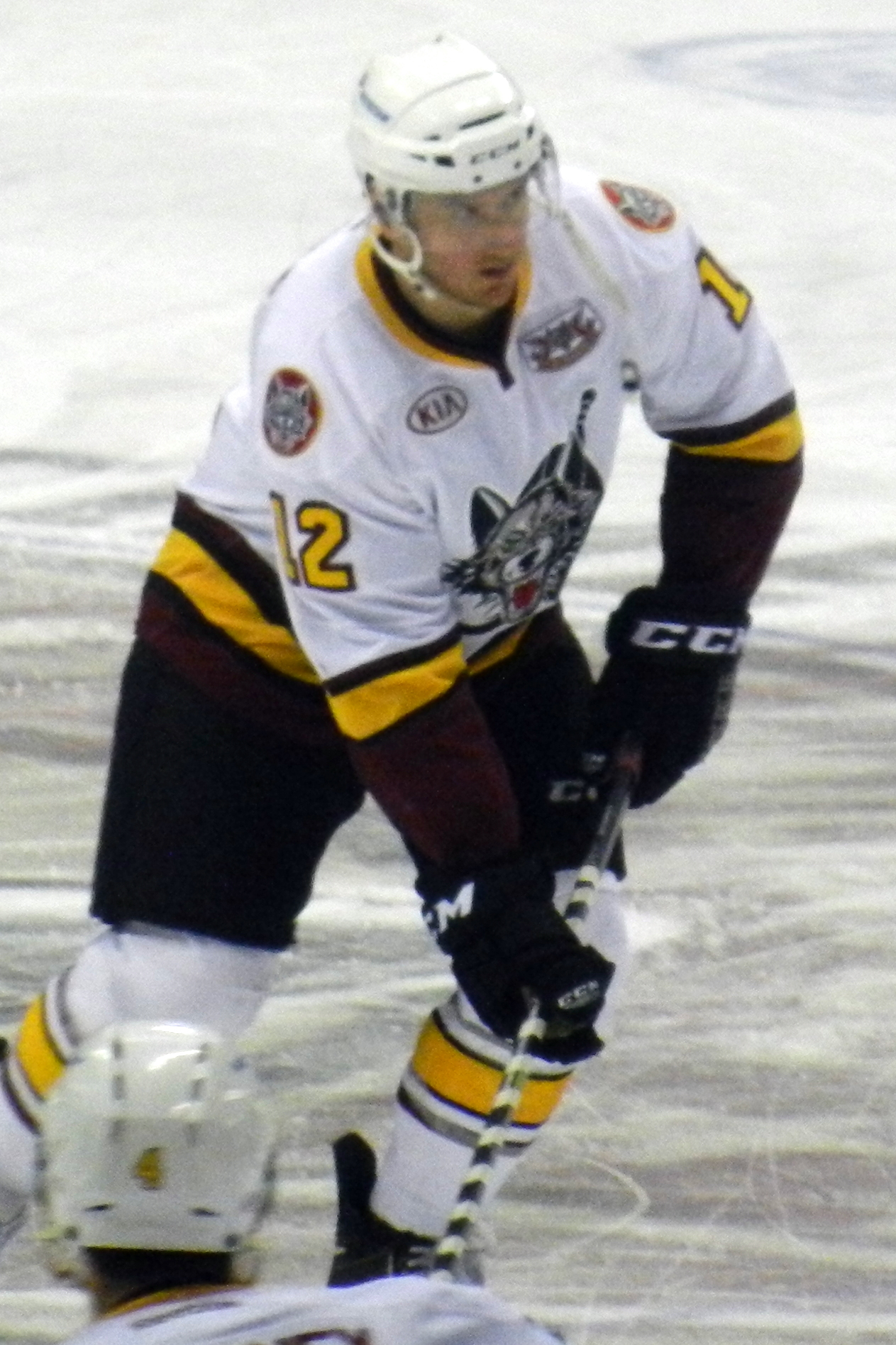
Cannone im Trikot der Chicago Wolves (2014)

Patrick Cannone kam über die United States Hockey League (USHL) und den Collegespielbetrieb an Miami University im US-Bundesstaat Ohio ins Profi-Eishockey. Nach seiner letzten Collegesaison absolvierte er erste Spiele für die Binghamton Senators in der American Hockey League (AHL). Dort blieb er zwei Jahre, später war er drei Spielzeiten für den Ligakonkurrenten Chicago Wolves aktiv. Er stand bei den Organisationen Ottawa Senators und später bei den St. Louis Blues aus der National Hockey League (NHL) unter Vertrag. Sein Debüt in der NHL feierte der Stürmer, als er zwei Jahre für das AHL-Team Iowa Wild spielte und dabei auch in drei Spielen für die Minnesota Wild zum Einsatz kam.
Am 19. Juli 2018 einigte er sich mit dem ERC Ingolstadt aus der Deutschen Eishockey Liga (DEL) auf einen Einjahresvertrag. Ein Jahr später, nachdem er für den ERC 40 Scorerpunkte in 59 DEL-Partien gesammelt hatte, wechselte er innerhalb der DEL zu den Schwenninger Wild Wings. Anschließend kehrte Cannone während der COVID-19-Pandemie über den Sommer 2020 nach Nordamerika zurück. Nachdem er dort die Spielzeit 2020/21 bei den Utah Grizzlies in der ECHL verbracht hatte, beendete der 34-Jährige im Sommer 2021 seine aktive Karriere.

## Erfolge und Auszeichnungen
- 2011 Mason-Cup-Gewinn mit der Miami University
- 2016 Teilnahme am AHL All-Star Classic
- 2016 AHL All-Star Classic MVP

## Karrierestatistik
(Legende zur Spielerstatistik: Sp oder GP = absolvierte Spiele; T oder G = erzielte Tore; V oder A = erzielte Assists; Pkt oder Pts = erzielte Scorerpunkte; SM oder PIM = erhaltene Strafminuten; +/− = Plus/Minus-Bilanz; PP = erzielte Überzahltore; SH = erzielte Unterzahltore; GW = erzielte Siegtore; 1 Play-downs/Relegation; Kursiv: Statistik nicht vollständig)